# Liegi-Bastogne-Liegi 1986
La Liegi-Bastogne-Liegi 1986, settantaduesima edizione della corsa, fu disputata il 20 aprile 1986 per un percorso di 252 km. Fu vinta dall'italiano Moreno Argentin, al traguardo in 6h41'21" alla media di 37,673 km/h.
Dei 219 ciclisti alla partenza furono in 54 a portare a termine la gara.

## Ordine d'arrivo (Top 10)
| Pos. | Corridore            | Squadra        | Tempo    |
| ---- | -------------------- | -------------- | -------- |
| 1    | Moreno Argentin      | Sammontana     | 6h41'21" |
| 2    | Adrie van der Poel   | Kwantum Hall.  | s.t.     |
| 3    | Dag Erik Pedersen    | Ariostea-Gres  | s.t.     |
| 4    | Claude Criquielion   | Hitachi-Marc   | s.t.     |
| 5    | Steven Rooks         | PDM-Ultima     | a 20"    |
| 6    | Marc Sergeant        | Lotto-Emerxil  | s.t.     |
| 7    | Jean-P. Vandenbrande | Hitachi-Marc   | a 44"    |
| 8    | Roberto Pagnin       | Malvor         | s.t.     |
| 9    | Hubert Seiz          | Sup. Brianzoli | a 55"    |
| 10   | Heinz Imboden        | Cilo-Aufina    | a 1'00"  |